# Hemisphaeramminidae
Hemisphaeramminidae es una familia de foraminíferos bentónicos de la superfamilia Astrorhizoidea y del orden Textulariida o del orden Astrorhizida. Su rango cronoestratigráfico abarca desde el Ordovícico hasta la actualidad.

## Clasificación
Hemisphaeramminidae incluye a las siguientes subfamilias y géneros:
- Subfamilia Hemisphaerammininae
  - Ammopemphix
  - Amphicervicis †
  - Atelikamara †
  - Colonammina †
  - Hemisphaerammina
  - Iridia
  - Jascottella †
  - Lacustrinella
  - Mesammina †
  - Saccamminis †
  - Scyphocodon †
  - Sorosphaerella †
  - Sorostomasphaera †
  - Tholosina
  - Webbinelloidea †
- Subfamilia Crithionininae
  - Crithionina
  - Daitrona
  - Masonella
  - Nephrosphaera †
  - Pseudowebbinella
  - Verrucina
- Subfamilia Oryctoderminae
  - Discobotellina
  - Oryctoderma †